# Condado de Lincoln (Washington)
El condado de Lincoln (en inglés, Lincoln County) es un condados del estado de Washington, Estados Unidos. Tiene una población estimada, a mediados de 2021, de 11 232 habitantes.
La sede del condado es Davenport.

## Geografía
Según la Oficina del Censo, el condado tiene un área total de 6080 km², de la cual 6000 km² son tierra y 80 km² son agua.

### Condados adyacentes
- Condado de Ferry (norte)
- Condado de Stevens (noreste)
- Condado de Spokane (este)
- Condado de Whitman (sureste)
- Condado de Adams (sur)
- Condado de Grant (oeste)
- Condado de Okanogan (noroeste)

### Áreas protegidas
- Área de Recreación Nacional Lago Roosevelt

## Demografía

### Censo de 2020
Según el censo de 2020, en ese momento el condado tenía 10 876 habitantes. La densidad de población era de 2 hab./km². Había 5732 viviendas, lo que representaba una densidad de 1/km². El 89.22% de los habitantes eran blancos, el 0.19% eran afroamericanos, el 2.07% eran amerindios, el 0.67% eran asiáticos, el 0.13% eran isleños del Pacífico, el 1.19% eran de otras razas y el 6.53% eran de una mezcla de razas. Del total de la población, el 3.54% eran hispanos o latinos de cualquier raza.

### Censo de 2000
Según el censo de 2000, en ese momento había 10,184 personas, 4,151 hogares y 2,914 familias en el condado. La densidad de población era de 2 hab./km². Había 5,298 viviendas, lo que representaba una densidad de 1 vivienda/km². El 95.64% de los habitantes eran blancos, el 0.23% eran afroamericanos, el 1.63% eran amerindios, el 0.24% eran asiáticos, el 0.07% eran isleños del Pacífico, el 0.58% eran de otras razas y el 1.61% eran de una mezcla de razas. Del total de la población, el 1.88% eran hispanos o latinos de cualquier raza.
Los ingresos medios de los hogares del condado eran de $35,255 y los ingresos medios de las familias eran de $41,269. Los hombres tenían ingresos medios por $31,086 frente a los $22,444 que percibían las mujeres. Los ingresos per cápita para el condado eran de $17,888. Alrededor del 12.60% de la población estaba por debajo del umbral de pobreza. 

## Transporte

### Carreteras principales
- Interestatal 90
- U.S. Route 2
- U.S. Route 395

## Localidades
- Almira
- Creston
- Davenport
- Harrington
- Odessa
- Reardan
- Sprague
- Wilbur

### Otras comunidades
- Irby
- Lamona
- Lincoln
- Mondovi
- Mohler
- Seven Bays
- Edwall